# Soredemo Ayumu wa yosetekuru
Soredemo Ayumu wa yosetekuru (jap. それでも歩は寄せてくる) – manga autorstwa Sōichirō Yamamoto, pierwotnie wydana w 2018 jako komiks internetowy zatytułowany Shōgi no yatsu. Manga ukazywała się na łamach magazynu „Shūkan Shōnen Magazine” wydawnictwa Kōdansha od marca 2019 do listopada 2023. 
Seria anime wyprodukowana przez studio Silver Link była emitowana od lipca do września 2022.

## Fabuła
Ayumu Tanaka, uczeń pierwszej klasy liceum, i Urushi Yaotome, uczennica drugiej klasy, są członkami klubu shōgi. Ayumu przyrzeka wyznać swoje uczucia Urushi, swojej senpai, po tym, jak uda mu się pokonać ją w grze w shōgi, ale ze względu na to, że jest początkującym, Urushi zawsze go pokonuje. W międzyczasie Urushi próbuje nakłonić go do przyznania, że ten ją lubi, ale Ayumu nigdy nie pozwala sobie na utratę pokerowej twarzy.

## Bohaterowie
- Ayumu Tanaka (jap. 田中 歩 Tanaka Ayumu)

Seiyū: Yōhei Azakami 
- Urushi Yaotome (jap. 八乙女 うるし Yaotome Urushi)

Seiyū: Kanna Nakamura 
- Takeru Kakuryu (jap. 角竜 タケル Kakuryū Takeru)

Seiyū: Tsubasa Gouden 
- Sakurako Mikage (jap. 御影 桜子 Mikage Sakurako)

Seiyū: Hina Yomiya 
- Rin Kagawa (jap. 香川 凛 Kagawa Rin)

Seiyū: Haruna Mikawa 
- Maki (jap. マキ)

Seiyū: Kana Hanazawa 

## Manga
Prototyp w formie komiksu internetowego, zatytułowany Shōgi no yatsu (jap. 将棋のやつ), ukazywał się nieregularnie na Twitterze Yamamoto od 22 kwietnia do 19 listopada 2018. Manga Soredemo Ayumu wa yosetekuru była publikowana w magazynie „Shūkan Shōnen Magazine” od 6 marca 2019 do 15 listopada 2023. Wydawnictwo Kōdansha zebrało jej rozdziały w 17 tankōbonów, wydawanych od 4 lipca 2019 do 15 grudnia 2023.
| Nr | Data wydania (język japoński) | ISBN (język japoński)  |
| -- | ----------------------------- | ---------------------- |
| 1  | 4 lipca 2019                  | ISBN 978-4-06-516105-0 |
| 2  | 17 października 2019          | ISBN 978-4-06-517207-0 |
| 3  | 17 lutego 2020                | ISBN 978-4-06-518457-8 |
| 4  | 17 czerwca 2020               | ISBN 978-4-06-519298-6 |
| 5  | 16 października 2020          | ISBN 978-4-06-521014-7 |
| 6  | 15 stycznia 2021              | ISBN 978-4-06-521014-7 |
| 7  | 16 kwietnia 2021              | ISBN 978-4-06-522888-3 |
| 8  | 16 lipca 2021                 | ISBN 978-4-06-524013-7 |
| 9  | 15 października 2021          | ISBN 978-4-06-525144-7 |
| 10 | 17 stycznia 2022              | ISBN 978-4-06-526608-3 |
| 11 | 15 kwietnia 2022              | ISBN 978-4-06-527538-2 |
| 12 | 15 lipca 2022                 | ISBN 978-4-06-528499-5 |
| 13 | 17 listopada 2022             | ISBN 978-4-06-529709-4 |
| 14 | 16 marca 2023                 | ISBN 978-4-06-530971-1 |
| 15 | 14 lipca 2023                 | ISBN 978-4-06-532191-1 |
| 16 | 17 października 2023          | ISBN 978-4-06-533248-1 |
| 17 | 15 grudnia 2023               | ISBN 978-4-06-533936-7 |

## Anime
Adaptacja w formie telewizyjnego serialu anime została zapowiedziana 8 stycznia 2021. Seria została zanimowana przez studio Silver Link i wyreżyserowana przez Mirai Minato, nad scenariuszem czuwała Deko Akao, a postacie zaprojektował Kazuya Hirata. Anime było emitowane od 8 lipca do 23 września 2022 w TBS i innych stacjach. Motyw przewodni, „Kakehiki wa Poker Face”, wykonała Kana Hanazawa, natomiast motyw kończący, zatytułowany „50 Centi”, został wykonany przez Kannę Nakamurę.

### Lista odcinków
| №  | Tytuł                                                     | Premiera         |
| -- | --------------------------------------------------------- | ---------------- |
| 1  | Senpai wa kawaiinode (センパイは可愛いので)               | 8 lipca 2022     |
| 2  | Yorokonde hoshīnode (よろこんでほしいので)                | 15 lipca 2022    |
| 3  | Hatsu dēto ga shitainode (初デートがしたいので)           | 22 lipca 2022    |
| 4  | Issho ni sugoshitainode (一緒に過ごしたいので)            | 29 lipca 2022    |
| 5  | Motto shiritainode (もっと知りたいので)                   | 5 sierpnia 2022  |
| 6  | Senpai kara moraitainode (センパイからもらいたいので)     | 12 sierpnia 2022 |
| 7  | Yameru wake ni wa ikanainode (辞めるわけにはいかないので) | 19 sierpnia 2022 |
| 8  | Yuzurenai yakumenanode (譲れない役目なので)               | 26 sierpnia 2022 |
| 9  | Omoide o tsukuritainode (思い出を作りたいので)            | 2 września 2022  |
| 10 | Shirizokenai shōbunanode (退けない勝負なので)             | 9 września 2022  |
| 11 | Tsuyoku natte itainode (強くなっていたいので)             | 16 września 2022 |
| 12 | Katte tsutaetainode (勝って伝えたいので)                  | 23 września 2022 |

## Odbiór
W 2020 manga została nominowana w konkursie Next Manga Award i zajęła 3. miejsce spośród 50 nominowanych z liczbą 19 182 głosów.